# Phodile
Phodilus
Genre
Phodilus est un genre de rapaces nocturnes appelés phodiles, appartenant à la famille des Tytonidae. Ils forment la sous-famille monotypique des Phodilinae et vivent dans les forêts de la zone intertropicale d'Asie.

## Liste des espèces
D'après la classification de référence (version 14.1, 2024) de l'Union internationale des ornithologues, il y a 2 espèces du genre Tyto (ordre philogénique) :
- Phodilus badius (Horsfield, 1821) – Phodile calong ;
- Phodilus assimilis Hume, 1877 – Phodile de Ceylan.

Le 1er novembre 2022, l'Union internationale des ornithologues a décidé de changer le genre de l'Effraie de Prigogine, la changeant du genre Phodilus au genre Tyto.

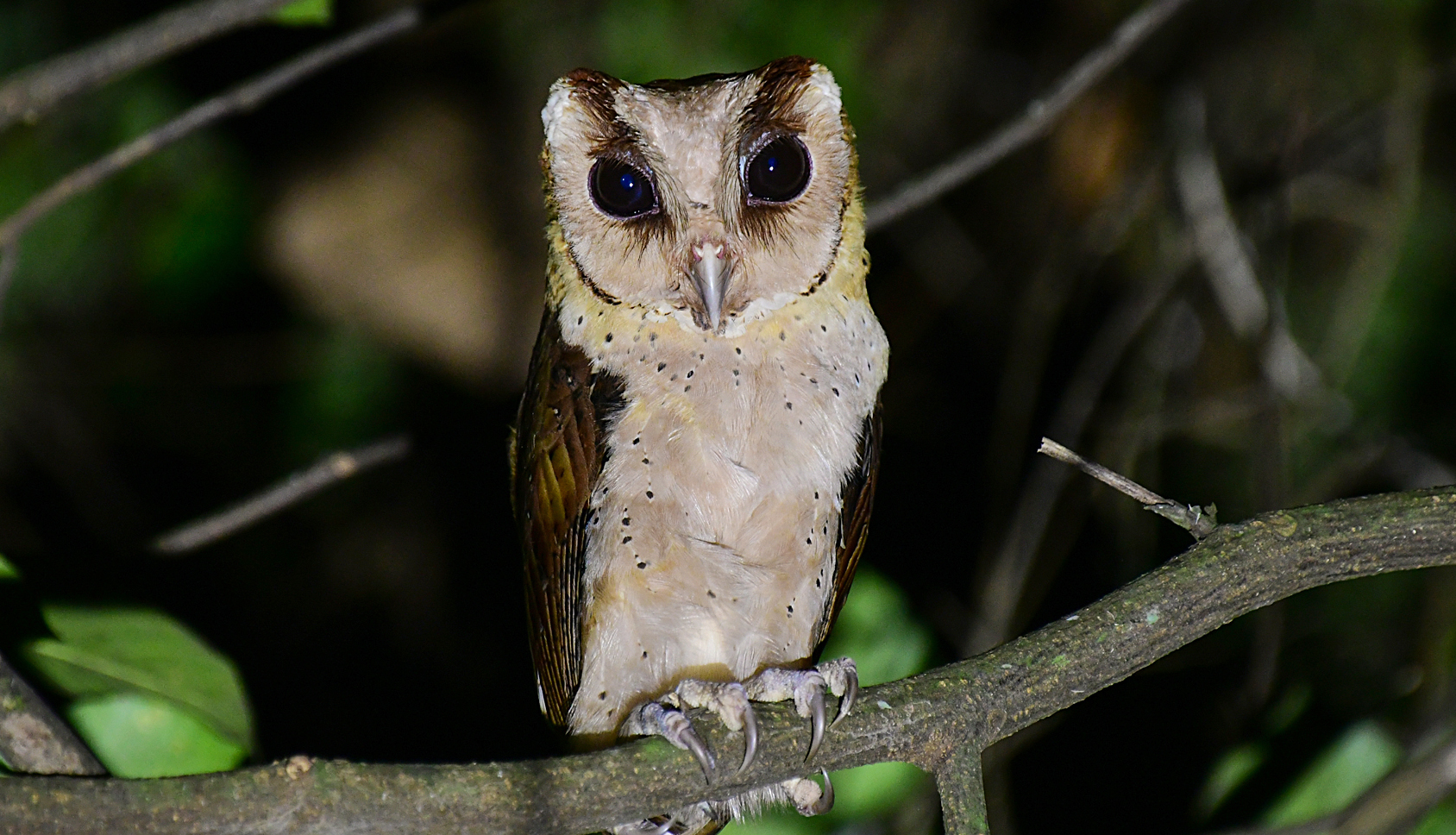
Phodilus assimilis
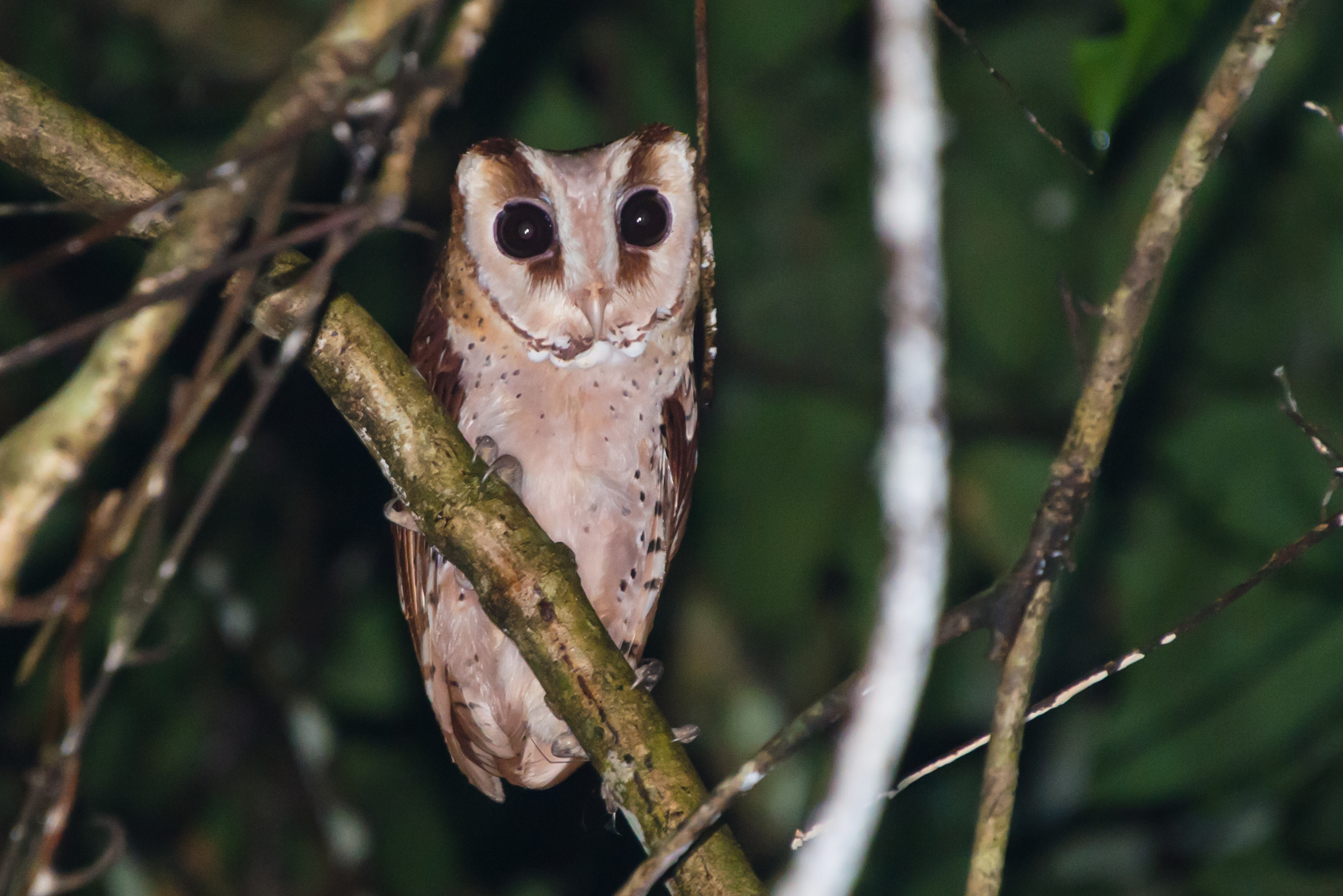
Phodilus badius